# Wenceslao Fernández Flórez
Pour les articles homonymes, voir Flórez.
Œuvres principales
Las siete columnas
Wenceslao Fernández Flórez, né le 11 février 1885 à La Corogne et mort le 29 avril 1964  à Madrid, est un écrivain espagnol de la génération de 14.

## Biographie
Il débute dans le journalisme au Ferrol, puis à La Corogne, avant de devenir chroniqueur pour le quotidien madrilène ABC. Son humour y est très apprécié du public, en particulier la façon dont il traite de l'actualité sportive.
Il écrit également une quarantaine de romans et nouvelles, dont le plus connu reste Las siete columnas (en français : « Les sept colonnes »), pour lequel il reçoit le Prix national de littérature narrative — alors appelé « Prix national de littérature » — en 1926.
Fernández Flórez est reçu à la Real Academia Española en 1945.